# Necrolog

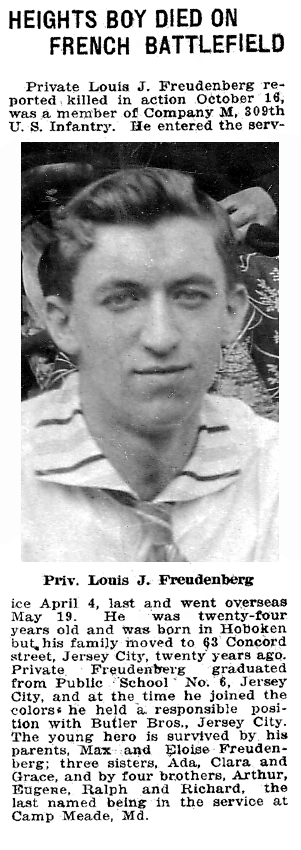
Necrolog într-un ziar american

Necrolog (din greaca veche: nekrós = mort; logos = cuvânt) este un discurs, articol sau anunț cu caracter funebru, în care sunt relevate de obicei calitățile morale și valoarea socială a unei persoane decedate de curând. Se mai numește și anunț mortuar sau ferpar (din franceză faire-part = a aduce la cunoștință).
Când elogiile aduse decedatului sunt exagerate, discursul se numește panegiric, denumire preluată de la discursurile ținute de vechii greci și de romani, în care se elogiau faptele de vitejie ale înaintașilor sau se aduceau laude unui oraș ori unei persoane însemnate.